# Optimum Motorsport
Optimum Motorsport est une écurie de sport automobile britannique fondée en 2007. Cette écurie, basée à Wakefield aux Royaume-Uni, participe à des épreuves d'endurance avec des voitures de grand tourisme dans le Championnat Britannique GT (en) dans la catégorie GT3 et GT4,  la série d'endurance Crevetic 24H, les Michelin Le Mans Cup, le GT World Challenge Europe, l'Asian Le Mans Serieset le WeatherTech SportsCar Championship. Elle a plus récemment fait participer des Sport-prototype en catégorie LMP3 dans le championnat Michelin Le Mans Cup.

## Histoire
En 2017, Optimum Motorsport, après une première participation à une manche de la Michelin Le Mans Cup la saison précédente, s'était engagé dans l'intégralité du championnat afin d'y faire participer une Audi R8 LMS dans la catégorie GT3. La voiture avait été confiée aux pilotes britanniques Joe Osborne et Flick Haigh. Malheureusement, malgré son engagement à l'année, la voiture avait cessé de participer au championnat à partir de la manche de Spa-Francorchamps. L'écurie, avait également participé, comme les saisons précédentes au Championnat Britannique GT (en) et à la série d'endurance Crevetic 24H dans la catégorie GT4 avec une Ginetta G55 GT4. En fin de saison, l'écurie avait également participé à la manche de Barcelone du championnat International GT Open avec son Audi R8 LMS.
En 2018, Optimum Motorsport s'était de nouveau engagé dans le Championnat Britannique GT (en) mais par rapport aux saisons précédentes, elle avait participé à la catégorie GT3 avec une Aston Martin V12 Vantage GT3 . Lécurie avait ainsi pu bénéficier du support du pilote officiel Aston Martin, Jonathan Adam. Il avait ainsi épaulé la pilote britannique Flick Haigh durant l'intégralité du championnat et avait participé au gain du titre pilote de la catégorie GT3. C'était la première fois que le titre de champion pilote de la catégorie GTA3 avait été gagné par une pilote féminine. Après avoir participé à une à une manche de l'International GT Open la saison précédente, l'Optimum Motorsport s'était engagé dans l'intégralité du championnat afin d'y faire participer une Audi R8 LMS dans la catégorie GT3.
En 2019, Optimum Motorsport s'était de nouveau engagé dans le Championnat Britannique GT (en). Comme la saison précédente, elle avait fait participé une Aston Martin V12 Vantage GT3 dans la catégorie GT3 mais elle avait également fait son retour dans la catégorie GT4 avec deux Aston Martin Vantage AMR GT4. L'écurie s'était de nouveau également engagée dans le championnat International GT Open avec une Aston Martin V12 Vantage GT3.
En 2020, l'écurie Optimum Motorsport avait émis sa volonté de participer au championnat GT World Challenge Europe avec des Aston Martin Vantage GT3 mais c'est finalement avec la McLaren 720S GT3 que l'écurie s'était engagée dans cette compétition avec deux voitures,. Malheureusement, pour cause de Pandémie de Covid-19, l'écurie avait du revoir ses plans et retirer l'engagement de la voiture en catégorie Pro/Am. L'écurie avait participé à la manche Monza des Michelin Le Mans Cup avant de participer aux 24 Heures de Spa. L'écurie était également resté fidèle au Championnat Britannique GT (en) mais avec pour cette saison un engagement avec une McLaren 720S GT3, Comme la saison précédente, l'écurie avait également participé l'International GT Open avec deux McLaren 720S GT3. 
En 2021, pour la première fois de son existence, Optimum Motorsport avait participé au championnat Asian Le Mans Series avec une McLaren 720S GT3 dans la catégorie GT3,. Avec deux podiums et deux top 10, l'écurie était repartie avec une invitation automatique pour les prochains 24 Heures du Mans dans la catégorie GTE-Am. L'équipage qui avait remporté cette invitation avait été maintenu pour la classique sarthoise. La McLaren 720S GT3 n'étant pas éligible pour cette course, c'est avec une Ferrari 488 GTE que l'écurie avait louée qu'elle participa à la course. Comme la saison précédente, l'écurie avait également participé l'International GT Open avec deux McLaren 720S GT3, et participé au GT World Challenge Europe. En fin de saison, elle avait saisi l'opportunité d'être présente aux USA afin de participer au Petit Le Mans dans la catégorie GTD.
En 2022, comme la saison précédente, Optimum Motorsport avait participé au championnat Asian Le Mans Series avec une McLaren 720S GT3 dans la catégorie GT3,. Après une longue tradition de faire participer des voitures de Grand tourisme dans différents championnat, l'Optimum Motorsport s'était engagé en Michelin Le Mans Cup afin d'y faire participer une LMP3 avec comme pilotes les britanniques Mark Crader et Alex Mortimer.

## Pilotes
- Jonathan Adam (2018)
- Euan Alers-Hankey (2015)
- Alistair Barclay (2016)
- Adrian Barwick (2015, 2017)
- Robert Bell (2020)
- Jack Butel (en) (2019)
- Mark Crader (2020)
- Matt Draper (2014)
- Jade Edwards (en) (2014)
- Bradley Ellis (2015, 2017-2019)
- Christopher Haase (2017-2018)
- Flick Haigh (2015-2018)
- John Hartshorne (2012)
- Luke Hines (en) (2012)
- Charlie Hollings (de) (2016)
- Brendan Iribe (2020)
- Graham Johnson (2016-2017)
- David McDonald (2012)
- Patrik Matthiesen (2019)
- Tania Mann (2014)
- Brent Millage (2019)
- Ollie Millroy (2020)
- Will Moore (2015-2016)
- Alexander Mortimer (2020)
- Nick Moss (2020)
- Lee Mowle (2012)
- George Murrells (2012)
- Connor O’Brien (2019)
- Russ Olivant (2019)
- Joe Osborne (en) (2016-2017, 2020)
- Rick Parfitt, Jr. (2013)
- James Pickford (en) (2020)
- Lewis Proctor (2019-2020)
- Ryan Ratcliffe (2012-2014,2016-2017)
- Mike Robinson (2016-2017, 2019)
- Edward Sandström (2016)
- Gary Simms (2012)
- Mike Simpson (2012)
- Darren Turner (2019)
- Ollie Wilkinson (2018-2020)
- Salih Yoluç (2015)